# Хумка Пивар
Интересантан курган на обали Калочке долине између Торњоша, Богараша и Горњег Брега са висинском котом на њој (107,9 m) налази се у општини Сента.

## Опис
Хумку ажурно одржава мештанин у чијем је дворишту, на шору Сенћанских салаша у близини старе (већ порушене) Ђенешове школе. Салашари кажу да је некада била знатно виша, и да је на њој стајао "торањ од цигала" (види: Геотопографске пирамиде) са врха којег се видело чак до градске куће у Сенти.
Хумка није археолошки истраживана, и због тога се не може више знати о њој (ко ју је подигао, којој историјској епохи припада итд.).

## Галерија
| - Курган Пивар на мапи из 1880. - На прилазу салашу се због хумке пут разилази на доњи и горњи - Панорама дворишта са хумком - Панорама из другог угла - Калочка долина, на којој је хумка подигнута много векова пре настанка салашког шора |